# Armadillo shoes
Le Armadillo Shoes sono un tipo di calzatura creato dallo stilista inglese Alexander McQueen. Sono alte 30 cm e sono state utilizzate per la collezione Plato’s Atlantis s/s 2010. Ne esistono solo 21 paia al mondo.

## Descrizione
Le Armadillo Shoes, anche chiamate “Alien Shoes”, sono state presentate per la prima volta durante la sfilata primavera/estate 2010 “Plato’s Antlantis” di Alexander McQueen. Lo stile delle Armadillo Shoes segue il tema generale proposto nella sfilata: la trasformazione umana nata dal connubio tra forze naturali ed organiche in un futuro postapocalittico.
Considerate come una tra le creazioni più esuberanti della moda, queste scarpe hanno segnato un punto di svolta tanto per lo stilista che per l’intera industria creativa.
La morte suicida dello stilista, pochi mesi dopo la presentazione, ne ha elevato il valore artistico e commerciale. Nel luglio del 2015 la casa d’asta londinese Christie’s ne ha proposte tre delle ventuno paia esistenti, a fronte di una donazione Unicef per il terremoto del Nepal. Il guadagno previsto era di 45.000 dollari, il ricavato finale è stato di 295.000 dollari.
Passate alla storia come icone estreme del mondo fashion le Armadillo Shoes sono state esposte alla mostra “Shoes: pleasure and pain”, inaugurata il 13 giugno 2015 al Victoria and Albert Museum di Londra. L’esposizione ha esplorato la duplicità di sentimenti che scatenano nelle fashion addicted queste calzature estreme: da un lato una vera e propria euforia ed ossessione, e dall’altro l’aspetto agonizzante che si prova nell’indossarle. In particolare le Armadillo Shoes sono state collocate nella sezione “status” che esamina la scarpa come forma di piacere e simbolo sessuale.

### Influenze
A causa della altezza spropositata e della struttura in legno, nelle Armadillo Shoes è possibile ritrovare un richiamo alla protesi. Non è la prima volta che McQueen gioca su questo topic. Nella sfilata “N .13” primavera/estate del 1999, lo stilista aveva aperto lo show con l’atleta paralimpica Aimee Mullin, con gambe amputate al ginocchio, facendole indossare un paio di protesi in legno intagliate a mano. Già all’epoca Alexander McQueen si fece riconoscere come lo stilista dello scandalo.
Un’altra influenza fondamentale delle scarpe è quella del mondo naturale. Nel 2009, a Parigi, McQueen ha presentato una nuova collezione di abbigliamento primavera/estate 2010 che è stata ispirata dalla storia della città perduta di Atlantide. Secondo il filosofo Platone, la città è stata sommersa dall'acqua da dietro un vulcano circa 9.000 anni fa. La collezione rifletteva il percorso evolutivo degli organismi, alla fine dei quali era previsto il ritorno nell'oceano.
L'ispirazione per la creazione di scarpe iconiche è servita dai film del cinema mondiale nel genere della fantascienza, come ad esempio The Abyss, un film del 1989 scritto e diretto da James Cameron, Alien film del 1979 diretto da Ridley Scott e Predator, film horror fantascientifico del 1987, diretto da John McTiernan. Quindi l'aspetto della scarpa ha un carattere alieno, mentre il nome della scarpa deriva dalla plastica che copre la superficie delle scarpe, che ricorda le squame di un armadillo.

#### Design
L'aspetto delle Armadillo Shoes non è quello di una normale calzatura. Inizialmente erano state pensate solamente per la sfilata dal momento che la maggior parte di queste sono pezzi unici, ciononostante alcuni clienti hanno comunque voluto acquistarle.
Sono alte circa 30 cm e la forma è particolare dal momento che sembra unirsi direttamente alle gambe della modella che le indossa, allungandola otticamente e unendo l’estetica di una chela a quella delle punte delle ballerine. Alcune modelle si rifiutarono di indossarle.
Ogni scarpa è stata interamente scolpita nel legno, la tomaia e il rivestimento sono unite da quattro zip per permettere l’entrata del piede.

##### Impatto nella cultura
Le Armadillo Shoes hanno guadagnato la loro popolarità con la cantante americana Lady Gaga, utilizzate per il video di Bad Romance del 2009. Inoltre la canzone venne utilizzata per la stessa sfilata di McQueen come colonna sonora di fine sfilata.
La cantante ha indossato le scarpe anche per l'evento di MTV Video Music Awards del 2010.
Nel 2015 fu il suo ex compagno Taylor Kinney a comprare le ultime tre paia all'asta, per regalarle alla sua futura sposa.
Le uniche donne, oltre a Lady Gaga, che hanno indossato queste scarpe sono: Daphne Guiness e Kelis.